# Schweizerischer Botschaftsfunk

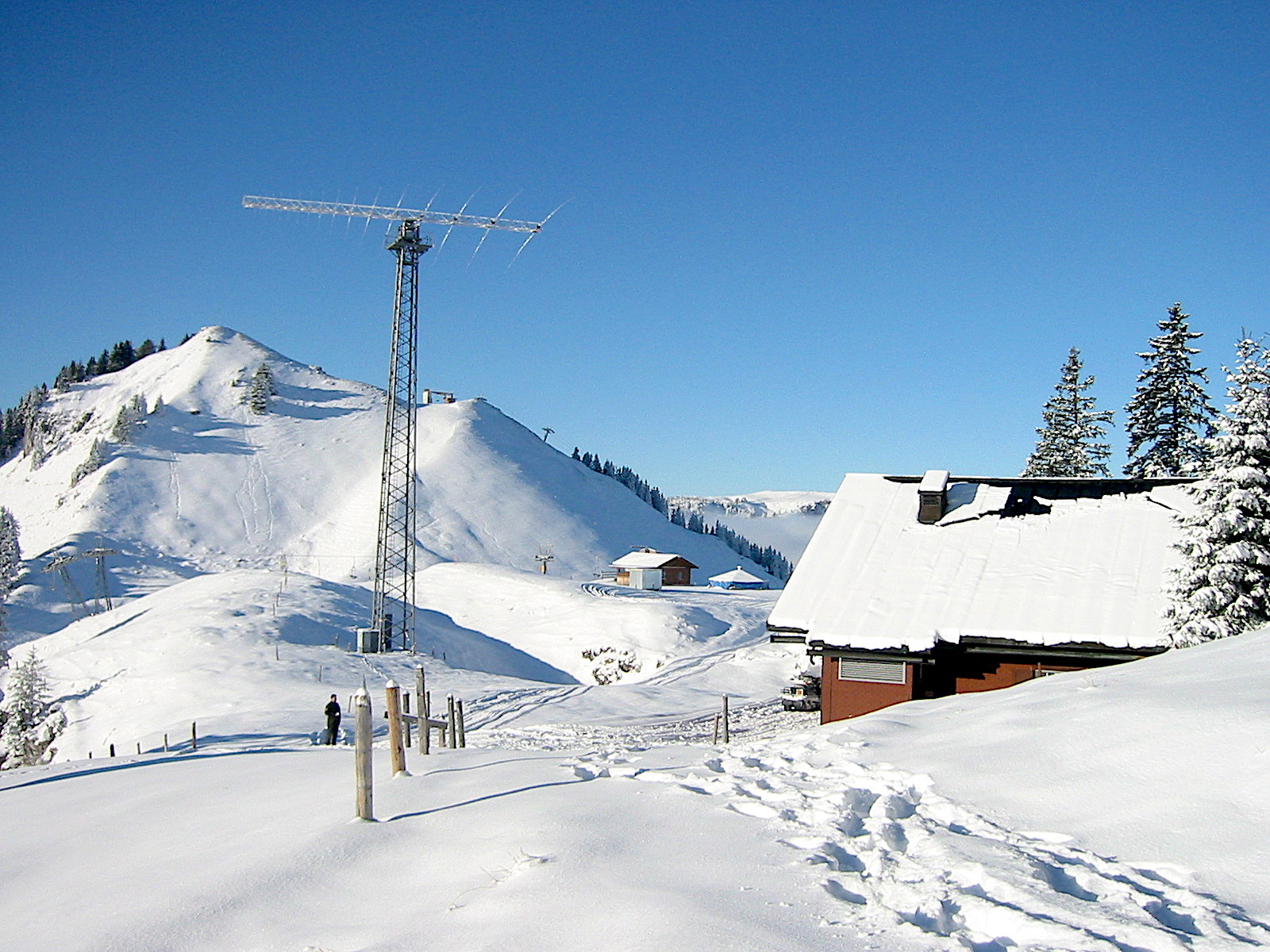
Antenne des schweizerischen Botschaftsfunks um 2000

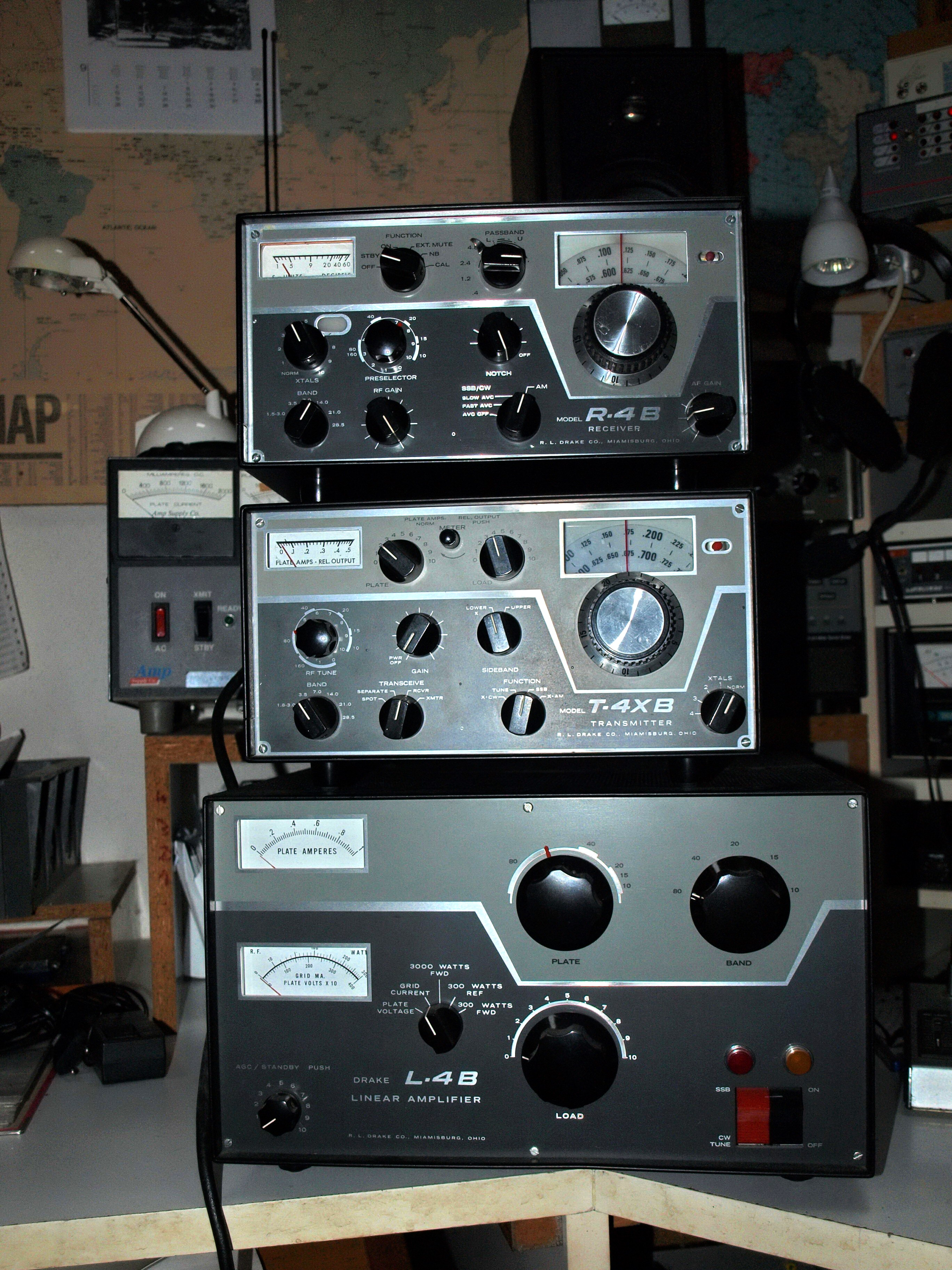
Eine Drake-Sende-Empfangsanlage des Botschaftsfunks

Der Schweizerische Botschaftsfunk (BF) betrieb zugunsten des Bundesrates ein weltumspannendes Kurzwellen-Funknetz, das die Kommunikation zwischen ausgewählten schweizerischen Botschaften und der Regierung in Bern unabhängig von den öffentlichen Kommunikationsmitteln sicherstellte. Zeitweise waren bis zu 70 Botschaften mit dem Kurzwellenfunksystem ausgerüstet.
Am 11. September 2001, am Tag der Terroranschläge in New York, konnte Bern, obwohl alle öffentlichen Kommunikationsmittel inklusive der Satellitenverbindungen ausgefallen waren, den Kontakt über das unabhängige Botschaftsfunksystem mit der Botschaft in Washington aufrechterhalten.

## Betrieb
Das Schweizerische Botschaftsfunksystem wurde vom Radiodienst des Eidgenössischen Departements für auswärtige Angelegenheiten (EDA) betrieben und vom EMD und späteren Eidgenössischen Departement für Verteidigung, Bevölkerungsschutz und Sport (VBS) beschafft, installiert und unterhalten. Für den Betrieb in ausserordentlicher Lage stellte die Armee die Funkerkompanie 48, die ein Element der Übermittlungsbrigade 41 und späteren Führungsunterstützungsbrigade 41 war. Der Fk Kp 48 oblag der Betrieb der Ersatzzentrale in den Alpen und später der Einsatz der mobilen "Rapid Deployment Stations" (RDS). Die Funkerkompanie unterstützte auch die Erprobung neuer Funksysteme.
Bis in die 1970er-Jahre wurde für die Übermittlung von Nachrichten die Morsetelegrafie verwendet. Dies erforderte trainierte Funkoperateure auf allen Stationen. Die Morsetelegraphie wurde durch ARQ-Fernschreibsysteme abgelöst und das BF-Syst-98 übermittelte E-Mails.

## Geschichte des Botschaftsfunksystems

### Technische Entwicklung

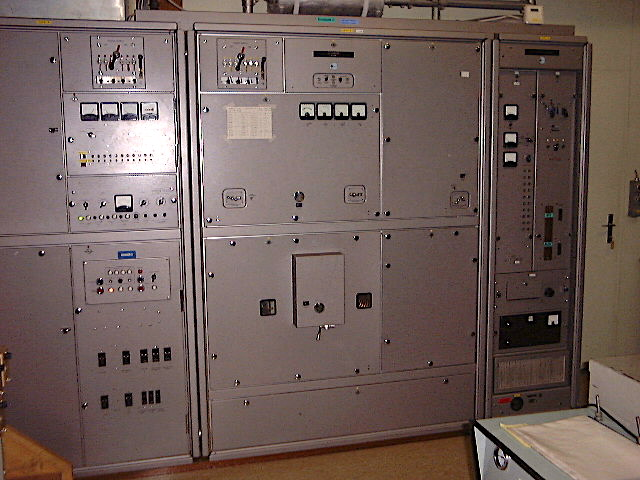
10-kW-Sendeanlage der Firma Marconi

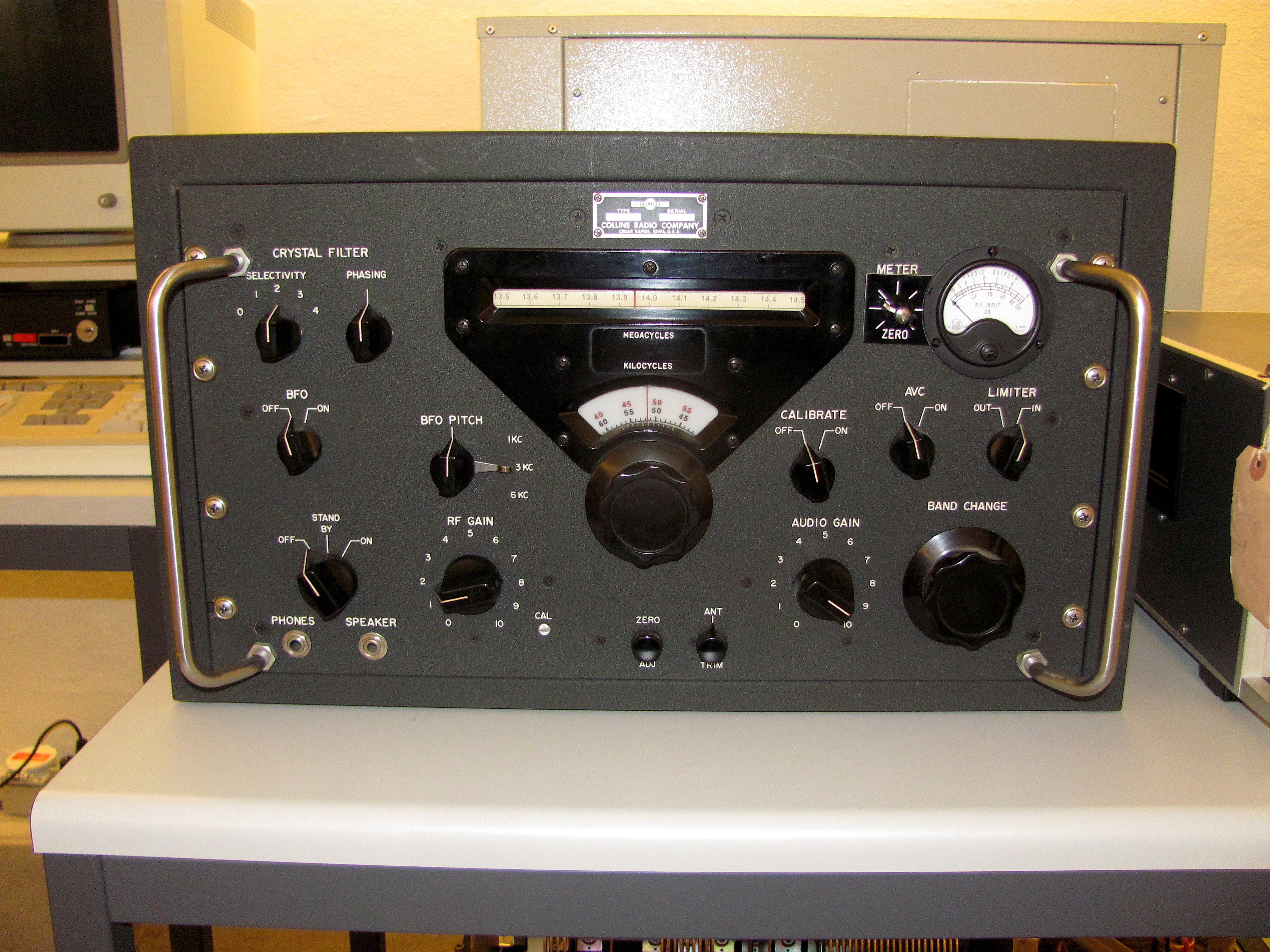
KW-Empfänger Collins 51-J4

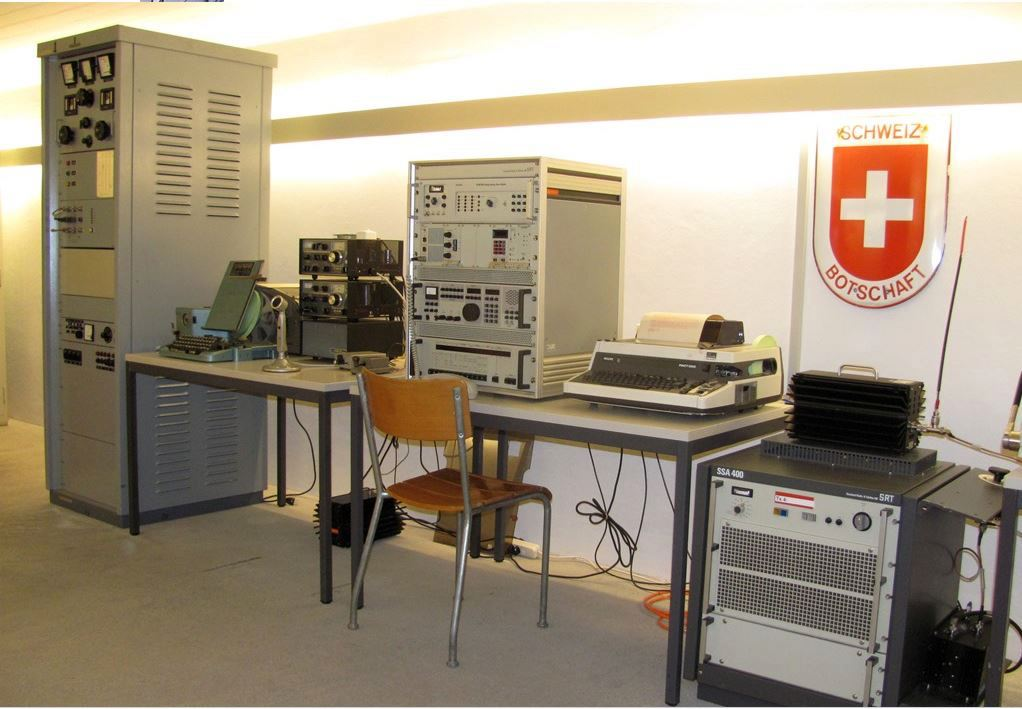
Links: Drake-Tx/Rx mit Siemens 1kW-PA, Rechts: ARQ-System 90 mit Pact 220 und SSA400-Endstufe

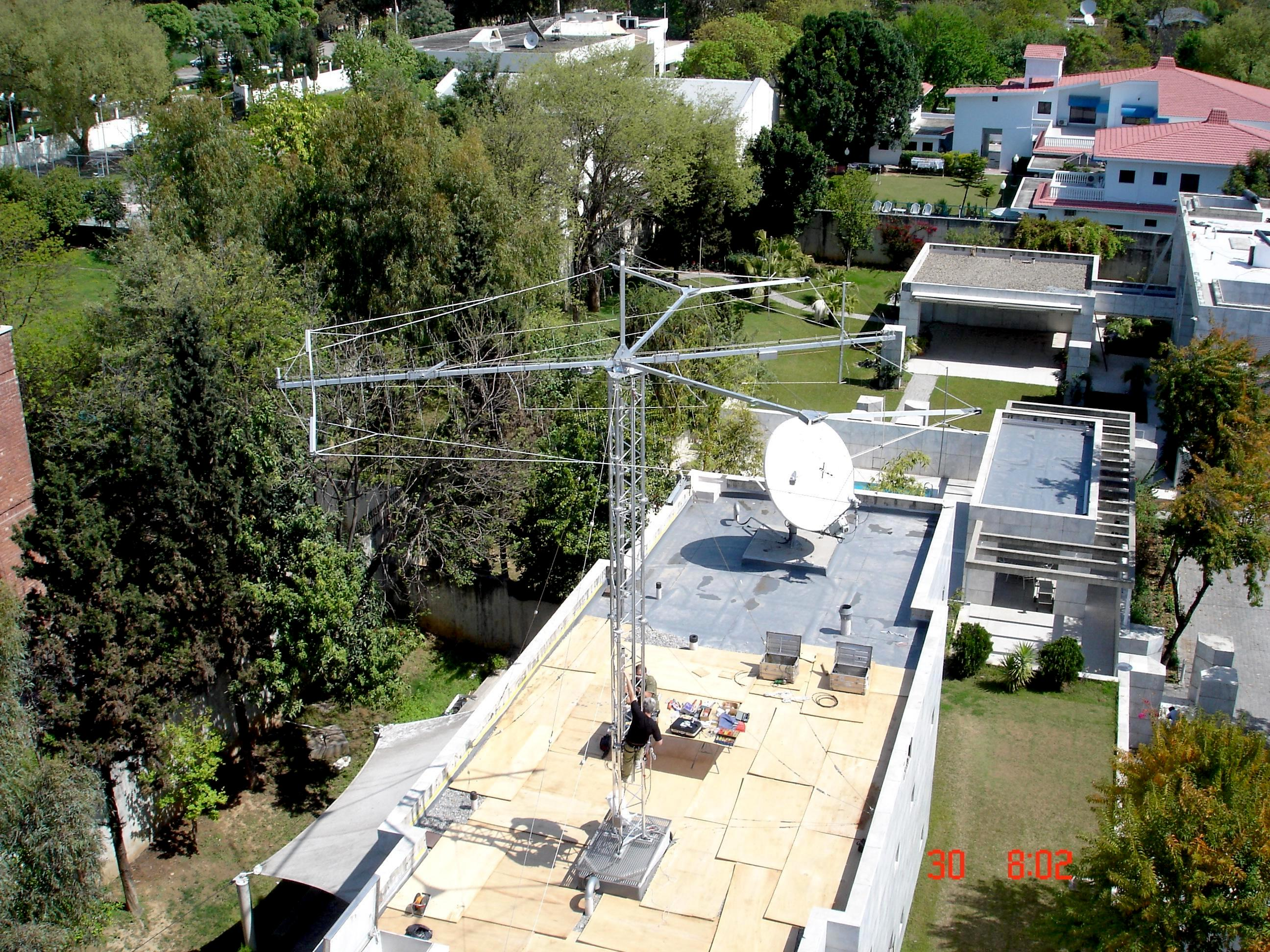
Antenne LogPer HL-471 von Rohde&Schwarz auf dem Dach der Schweizer Botschaft in Islamabad (2009)

Der Schweizerische Botschaftsfunk startete mit der Installation von Kurzwellenausrüstungen 1941 in Vichy und 1944 in Berlin. 1957 wurde das Botschaftsfunksystem zu einem Netz bestehend aus einer Zentralstation im Bundeshaus, 11 Botschaften in Europa und einer Botschaft im Nahen Osten unter dem Projektnamen Orange ausgebaut. In diesem System waren folgende Geräte eingesetzt:
- Kurzwellenempfänger: U.S. Signal Corps BC-342-N
- Sender: Hallicrafters HT-20 / 100 W
- Marinestation: Empfänger + Sender von Marine Radio AN/FRC-1 (RT-16/FRC-1)

1957 bis 1976 betrieb der Radiodienst des EDA eine Zentralstation in Aegerten bei Kernenried. In dieser Zeit kamen folgende Geräte zum Einsatz:
- Kurzwellenempfänger: Hammarlund HQ-150[6]
- Kurzwellenempfänger: Collins 51J-4[7]
- Sender: BBC (Brown Boveri) 300 W resp. 1000 W (von der ehem. Radio Schweiz AG)

Von 1960 bis 1984 wurden KW-Empfänger 51J-4 von Collins angeschafft. 1963 erhielt der Radiodienst die erste logarithmisch-periodische Antenne LP-1007 von HyGain.
In den Jahren 1968 bis 1971 wurden 35 Funkfernschreibstationen beschafft. Es waren dies:
- Empfänger: Collins 51J-4 und Siemens E-401[9]
- Sender: Siemens S654 1 kW[10]
- Fernschreiber: Siemens T-100, Tsend, Tloch.
- Empfangsfehlerkorrektur durch das Lochstreifenvergleichsgerät STREIKO von Siemens-Albis Zürich.
- Sender und Empfänger von DRAKE.[11] R-4B, T-4XB und Linearverstärker L4-B (1 kW)

Im März 1972 fand die Einweihung der neuen Mittelland-Sendeanlage in Aegerten bei Kernenried statt. 1974 bis 1984 begann der FSK-F-6-Betrieb mit „Zeitdiversity“. Die zweimal, zeitversetzt übermittelte Meldung generierte zwei Empfangslochstreifen. Mit einem Lochstreifenvergleichsgerät wurden die Meldungen abgeglichen. Bei Unklarheit musste eine weitere Ausstrahlung derselben Meldung veranlasst werden. Mit den dann insgesamt vier Lochstreifen konnte mit dem Mehrheitsentscheid der definitive Inhalt generiert werden. Einige F-6-Funkanlagen wurden als mobile Stationen in Berna-Lastwagen eingebaut.
Die Botschaft in London wurde als erste Aussenstation 1974 mit einer F-6-Funkfernschreibanlage ausgerüstet. Eingesetzt waren hier der Röhrensender S-654 von SIEMENS mit einer HF-Leistung von 1 kW. 1976 erhielt der Botschaftsfunk eine neue Mittelland-Zentrale. In Murain bei Ersigen waren die Empfangsanlagen und im sechs Kilometer südwestlich gelegenen Kernenried die Sender installiert. Der Radiodienst des EDA und die Sektion Botschaftsfunk des EMD/VBS hatten ihren Sitz in Murain. Die Sender wurden ab Murain über ein Kabel ferngesteuert. Von der Mittelland-Zentrale wurde bis 1983 unter anderem der Verkehr nach Panmunjom in Korea über Tokyo, Bangkok und New Delhi abgewickelt.

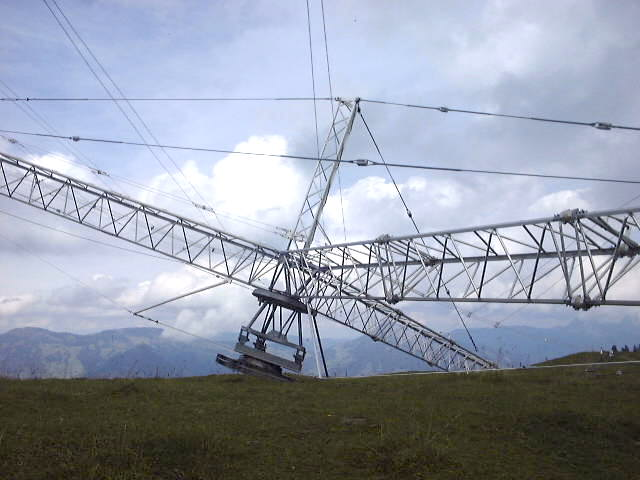
Loagrithmisch-periodische Antenne Granger LP-1730 bei der Montage

1979 erstellte die Übermittlungsbrigade 41 die BF-Kompanie (Fk Kp 48). Im gleichen Jahr konnte die Sendeanlage Klewenalp (KLE) mit zwei MARCONI-Sendern H-1200, die eine Leistung von 10 kW und einen Frequenzbereich von 3–27 MHz hatten, eröffnet werden. Diese Anlage wurde von der Mittellandzentrale Murain fernbedient. Als Antennen dienten zuerst zwei Draht-LogPers Granger LP-1730 und später zwei LogPer LP-1001 von HyGain.
Im ehemaligen Artilleriewerk Jaunpass kam 1972 eine provisorische Ersatzzentrale in Betrieb. Die Ablösung des Provisoriums erfolgte 1983 mit dem Bau einer Ersatzzentrale im Alpenraum. Sie umfasste eine Empfangsanlage im Eggli (EGG) bei Gstaad und eine Sendeanlage im Sparenmoos (SPA). Die neue Zentrale nahm den Betrieb 1985 auf.
Im Jahr 1984 wurde mit dem System 90 der schwedischen Firma SRT Standard Radio & Telefon AB die ARQ-Technik eingeführt. Generalunternehmer war die Schweizer Firma STR in Zürich. Die eingesetzten Geräte waren:
- Steuersender TD 90
- Empfänger CR 91
- Kanalwähler CH 91

Einige sogenannte „Schwere Funkfernschreibstationen“ (SF) verwendeten weiterhin die 1-kW-Siemens-Endstufe. Die Leichte Funkfernschreibstation LF verwendete den Transistorsender SSA400 mit einer HF-Leistung von 400 W. Gleichzeitig waren in den Inlandzentralen die Transistorsender SSA1000 mit einer HF-Leistung von 1 kW eingesetzt. Der Kanalwähler ermöglichte den Kanalabruf mit automatischer Senderabstimmung auf 99 Kanälen. Damit war der frühere Handbetrieb abgelöst und die Bedienung der Funkstation vereinfacht. Der elektronische Fernschreiber PACT 220 von Philips-Schweden und das Datenfunkmodem SITOR STB-750 MkII von Philips-Holland ermöglichten den Telegrammverkehr mit automatischer ARQ-Fehlerkorrektur. Ein Scanner-Arbeitsplatz in der Zentrale Murain und in der Transitstation New Delhi ermöglichte den automatischen Verbindungsaufbau ohne Bedienung in den Zentralen. Das Netz umfasste im Endausbau 70 Auslandsstationen.

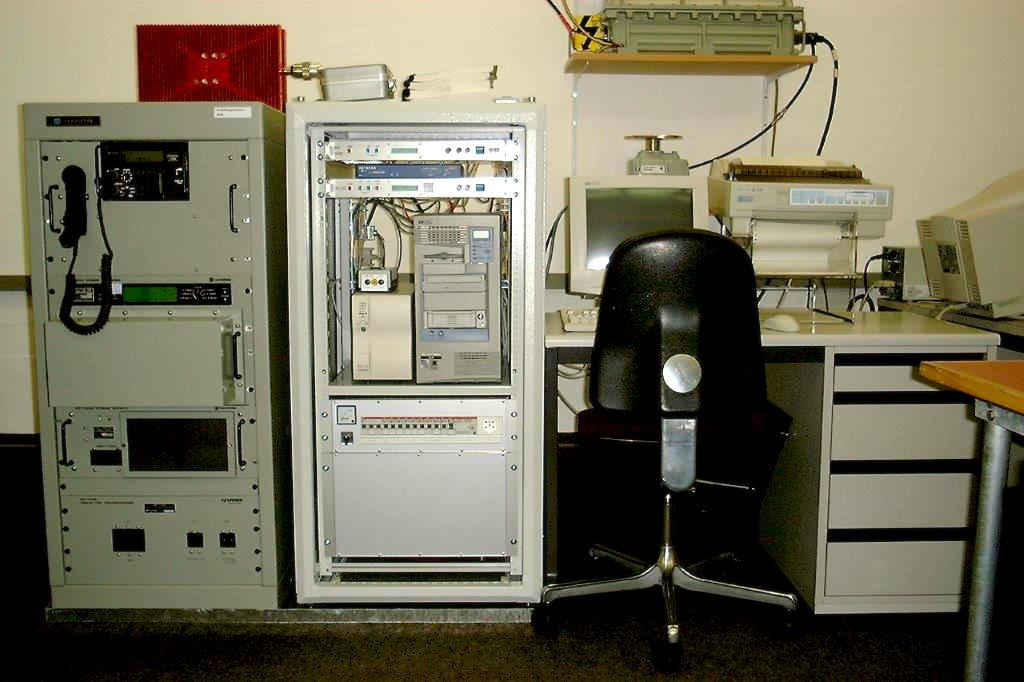
BF-Syst-98 von Harris Corporation und ASCOM Hombrechtikon

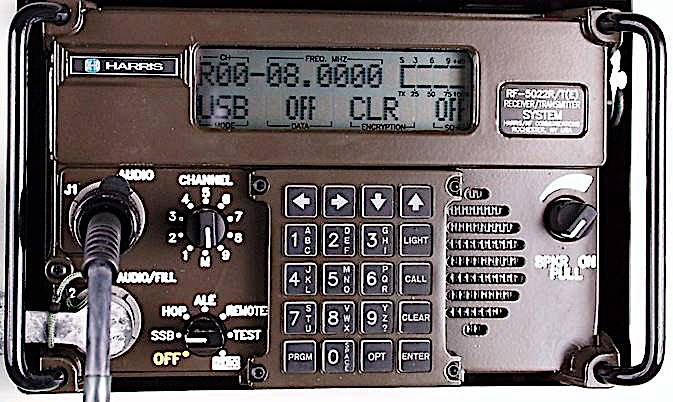
Transceiver HARRIS RF-5022 RT-E

Ab 2001 wurde ein Teil der Vertretungen mit dem neuen Botschaftsfunksystem BF-Syst-98 ausgerüstet. Dieses System übermittelte E-Mails. Die Geräte des BF-Syst-98 stammten von HARRIS RF Systems in Rochester (New York). Generalunternehmer war die Ascom Systec in Hombrechtikon. Als Übermittlungsverfahren dienten die US-Standards MIL-STD-188-141 und FED STD 1052. Beim Verbindungsaufbau wurden im Dreiweg-Handshake mit der Gegenstation alle programmierten Kanäle ausprobiert und die Qualität in einer Tabelle gespeichert. Die Übermittlung erfolgte dann auf dem Kanal mit der besten Qualität.
Das Herz des Systems war der Harris-Transceiver RF-5022 RT-E mit einer Ausgangsleistung von 100 mW. Der Sende-Empfänger gehört zur FALCON-Series II der Harris. Alle Funkstationen verfügten über einen modernen 1-kW-Sender mit automatischer Frequenzabstimmung. 2011 bestand das Netz aus 26 Auslandstationen, sechs mobilen Rapid-Deployment-Stations in Containern sowie sechs Inlandanlagen. Zwei der sechs mobilen Stationen standen in Suva Reka bei der Swisscoy im Einsatz.
Das BF-Syst-98 brauchte keine Funkoperateure, was zur Auflösung des EDA-Radiodienstes führte. Der Unterhalt des Systems erfolgte durch die Kriegsmaterialverwaltung (KMV) und spätere RUAG. Der Gebäudeunterhalt der Inlandanlagen erfolgte durch das Festungswachtkorps (FWK) und die Logistikbasis der Armee (LBA).

### Verschlüsselung
Zur Verschlüsselung der zu übermittelnden Texte wurden im Botschaftsfunk verschiedene Systeme eingesetzt.
- 1941–1944: Enigma-K
- bis 1974: NEMA[20], eine Weiterentwicklung der deutschen Chiffriermaschine Enigma. Gebaut wurde die NEMA von der Firma Zellweger AG in Uster.
- 1974–1991: TC-850
- Ab 1991:  TC-91 von Omnisec.[21]
- BF-Syst-98: TC-91 und TC-007

### Stilllegung des Botschaftsfunknetzes
2014 konnte der Hauptbenutzer EDA sich mit dem VBS nicht auf die Übernahme eines grösseren Kostenanteils als bisher einigen, und so beschloss der Bundesrat, die Führungsunterstützungsbasis vom Auftrag zum Betrieb des Botschaftsfunks zu entbinden. Anfang Januar 2015 wurde der Betrieb eingestellt. Der Bundesrat hatte seine von Dritten unabhängige, krisensichere Verbindung zu seinen Vertretungen im Ausland aufgegeben.

## Museum Botschaftsfunk
Das Museum Botschaftsfunk befindet sich in der Festung Dailly oberhalb von Saint-Maurice in der Galerie Rossignol. Das Museum ist ein Bestandteil der historischen Ausstellung mit den Festungs-Militärtelefonzentralen und Festungs-Dioramen des Vereins Association Saint-Maurice d’Etudes Militaires (ASMEM).
Die Stiftung Historisches Armeematerial Führungsunterstützung übernahm 2015 zwei komplett ausgerüstete und funktionierende Botschaftsfunksysteme in Sheltern in ihre Sammlung.

## Botschaftsfunk-Radioamateure
Der Verein „Botschaftsfunk-Radioamateure“ wurde 2004 gegründet. Das Amateurfunk-Rufzeichen des Vereins ist HB9BF. Sitz des Vereins ist Niederteufen/AR.